# Tây Bengal
Tây Bengal (tiếng Bengal: পশ্চিমবঙ্গ, phát âm tiếng Bengal: [pɔʃtʃimbɔŋɡɔ], nghĩa là "tây bộ Bengal") là một bang tại khu vực đông bộ của Ấn Độ. Đây là bang đông dân thứ tư toàn quốc, với trên 91 triệu dân theo số liệu năm 2011. Tây Bengal có diện tích 34.267 dặm vuông Anh (88.750 km2), có biên giới quốc tế với Bangladesh (giáp các phân khu Rangpur, Rajshahi và Khulna), Nepal (giáp tỉnh số 1) và Bhutan (giáp cac vùng hành chính Samtse, Chukha và Sarpang), và có biên giới quốc nội với các bang Odisha, Jharkhand, Bihar, Sikkim, và Assam. Thủ phủ của bang là Kolkata. Tây Bengal cùng với quốc gia Bangladesh láng giềng và nhiều khu vực của bang Tripura hình thành khu vực dân tộc-ngôn ngữ Bengal.
Bengal cổ đại là nơi có một số vương quốc Vệ Đà lớn. Sau đó, khu vực trở thành bộ phận của các đế quốc lớn như Maurya và Gupta; rồi thuộc về các quốc gia Pala và Sena. Từ thế kỷ 13 trở đi, khu vực nằm dưới quyền cai trị của một vài sultan, quốc vương Ấn Độ giáo và địa chủ Baro-Bhuyan, kéo dài đến khi người Anh bắt đầu cai trị vào thế kỷ 18. Công ty Đông Ấn Anh củng cố sự chiếm giữ trong khu vực sau trận Plassey vào năm 1757, và Calcutta đóng vai trò là thủ đô của Ấn Độ thuộc Anh trong nhiều năm. Việc khu vực tiếp xúc sớm và kéo dài với sự cai trị của người Anh khiến cho giáo dục phương Tây được khoách trương, nhất là trong phát triển khoa học, cơ cấu giáo dục, và các cải cách xã hội. Bengal là một điểm nóng của phong trào độc lập Ấn Độ vào đầu thế kỷ 20, và bị phân chia khi Ấn Độ độc lập vào năm 1947 theo ranh giới tôn giáo thành hai thực thể riêng biệt: Tây Bengal là một bang của Ấn Độ, và Đông Bengal là bộ phận của Quốc gia tự trị Pakistan mới hình thành và đến năm 1971 thì trở thành quốc gia Bangladesh độc lập.
Tây Bengal là một khu vực lớn về sản xuất nông nghiệp, đóng góp nhiều thứ sáu vào tổng sản phẩm quốc nội ròng của Ấn Độ. Hoạt động chính trị tại Tây Bengal được chú ý, trong giai đoạn 1977-2011 bang nằm dưới quyền cai trị của chính phủ cộng sản được bầu cử theo hình thức dân chủ. Bang cũng được chú ý bởi các hoạt động văn hóa và sự hiện diện của các cơ cấu văn hóa và giáo dục; thành phố Kolkata được xem là "thủ đô văn hóa của Ấn Độ". Ngoài các truyền thống dân gian đa dạng, di sản văn hóa của bang còn bao gồm các nhân vật cừ khôi trong văn chương như Rabindranath Tagore cùng các nhạc sĩ, nhà làm phim và họa sĩ. Khác biệt với hầu hết các bang khác tại Ấn Độ, người dân Tây Bengal thưởng thức và luyện tập chơi bóng đá bên cạnh môn thể thao được ưa thích nhất toàn quốc là cricket.

## Từ nguyên
Nguồn gốc tên gọi Bengal (gọi là Bangla hay Bongo trong tiếng Bengal) chưa rõ. Một thuyết cho rằng từ này bắt nguồn từ "Bang", một bộ lạc Dravida định cư trong khu vực vào khoảng 1000 TCN.

## Lịch sử
Tại Tây Bengal, người ta khai quật được các công cụ thời kỳ đồ đá có niên đại từ 20.000 năm trước. Khu vực là một bộ phận của Vương quốc Vanga, một vương quốc cổ đại của Ấn Độ thời sử thi. Vương quốc Magadha được hình thành vào thế kỷ 7 TCN, lãnh thổ gồm có các khu vực Bihar và Bengal. Đây là một trong bốn vương quốc chủ yếu của Ấn Độ trong thời kỳ của Mahavira và Thích Ca Mâu Ni, và gồm có vài Janapada, hay lãnh địa/vương quốc Vệ Đà.
Một trong số những tham khảo ngoại quốc sớm nhất về Bengal là trong một đề cập đến một vùng đất tên là Gangaridai bởi người Hy Lạp cổ đại vào khoảng năm 100 TCN. Từ này được suy đoán là bắt nguồn từ Gangahrd (vùng đất có sông Hằng nằm ở giữa) khi chỉ dẫn đến một khu vực tại Bengal. Bengal có các quan hệ mậu dịch hải ngoại với Suvarnabhumi (nay thuộc Myanmar, Thái Lan, Malaysia, và Sumatra). Theo sách Mahavamsa, một vương tử của Vanga là Vijaya Singha chinh phục Lanka (Sri Lanka hiện đại) và đặt tên "Sinhala" cho quốc gia.

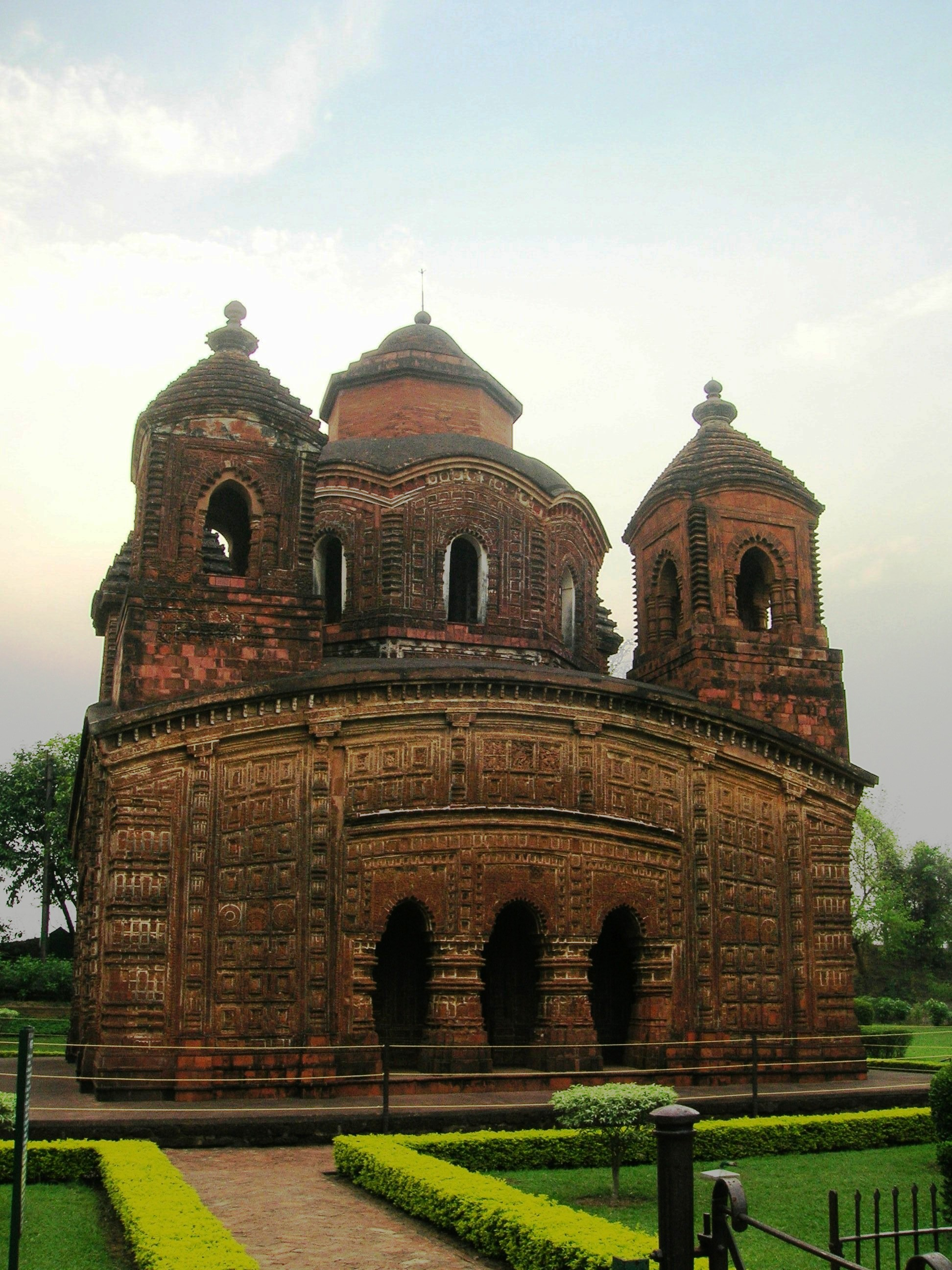
Đền Shyam Ray tại huyện Bankura được xây dựng vào khoảng năm 1643

Sau một giai đoạn hỗn loạn, triều đại Pala Phật giáo cai trị khu vực trong bốn trăm năm, tiếp đến là giai đoạn cai trị ngắn ngủi của triều đại Sena Ấn Độ giáo. Rajendra Chola I của triều đại tại Nam Ấn từng xâm chiếm một số khu vực tại Bengal từ năm 1021 đến năm 1023. Hồi giáo xuất hiện lần đầu tiên tại Bengal trong thế kỷ 12 khi các nhà truyền giáo phái Sufi đến. Từ năm 1202 đến năm 1206, một sĩ quan của Vương quốc Hồi giáo Delhi là Bakhtiar Khilji tràn qua Bihar và Bengal xa về phía đông đến Rangpur, Bogra và sông Brahmaputra. Mặc dù không đưa được Bengal nằm dưới quyền kiểm soát của mình, song cuộc viễn chinh của Bakhtiar Khilji khiến cho Quốc vương của Sena và hai người con trai của ông ta phải chuyển đến một cung điện nay thuộc huyện Munshiganj của Bangladesh, quyền lực của họ suy giảm cho đến cuối thế kỷ 13.
Trong thế kỷ 14, vương quốc cũ được biết đến với tên gọi Vương quốc Hồi giáo Bengal, cai trị không liên tục cùng với Vương quốc Hồi giáo Delhi cũng như các quốc gia Ấn Độ giáo và địa chủ Baro-Bhuyan hùng mạnh. Vương quốc Deva cai trị đông bộ Bengal sau khi Sena sụp đổ. Vương quốc Hồi giáo Bengal gián đoạn do một cuộc nổi dậy của những người Ấn Độ giáo dưới quyền Raja Ganesha. Triều đại Ganesha bắt đầu vào năm 1414, song những người kế vị của ông sau đó cải sang Hồi giáo. Bengal một lần nữa nằm dưới quyền kiểm soát của triều đình Delhi khi Đế quốc Mogul chinh phục khu vực vào năm 1576. Có vài quốc gia Ấn Độ giáo độc lập được thành lập tại Bengal trong thời kỳ Mogul như Maharaja Pratap Aditya của Jessore và Raja Sitaram Ray của Burdwan. Các vương quốc này có đóng to lớn vào cảnh sắc kinh tế và văn hóa của Bengal, là những bức tường thành chống lại các cuộc tiến công của Bồ Đào Nha và Miến Điện. Vương quốc Koch Bihar tại bắc bộ Bengal trở nên thịnh vượng trong thế kỷ 16 và 17, chiến thắng trước người Mogul và tồn tại cho đến thời người Anh cai trị.
Các thương nhân châu Âu đến Bengal vào cuối thế kỷ 15, ảnh hưởng của họ tăng lên cho đến khi Công ty Đông Ấn Anh giành được quyền đánh thuế tại tỉnh (subah) Bengal sau trận Plassey vào năm 1757, khi Nawab Siraj ud-Daulah chiến bại trước người Anh. Khu quản hạt Bengal được thành lập vào năm 1765, cuối cùng bao gồm toàn bộ các lãnh thổ của Anh tại phía bắc của tỉnh Trung Bộ (nay là Madhya Pradesh), từ các cửa của sông Hằng và sông Brahmaputra đến dãy Himalaya và Punjab. Nạn đói Bengal năm 1770 được cho là khiến hàng triệu người thiệt mạng. Năm 1772, Calcutta được xác định là thủ đô của Ấn Độ thuộc Anh. Các phong trào cải cách xã hội-văn hóa Phục hưng Bengal và Brahmo Samaj có tác động lớn đến sinh hoạt văn hóa và kinh tế của Bengal. Cuộc nổi dậy Ấn Độ năm 1857 bắt đầu gần Calcutta và kết quả là chuyển giao quyền lực cho Vương thất Anh, do Phó vương Ấn Độ cai quản. Từ năm 1905 đến năm 1911, diễn ra một nỗ lực nhằm phân tỉnh Bengal thành hai khu, song thất bại. Ước tính có ba triệu người thiệt mạng trong nạn đói Bengal năm 1943.
Bengal đóng một vai trò trọng đại trong phong trào độc lập Ấn Độ, trong đó các nhóm cách mạng như Anushilan Samiti và Jugantar chiếm ưu thế. Các nỗ lực vũ trang chống lại chính phủ Ấn Độ thuộc Anh từ Bengal lên đến một đỉnh cao khi Subhas Chandra Bose lãnh đạo Quân đội Quốc dân Ấn Độ chống lại người Anh từ Đông Nam Á. Khi Ấn Độ giành được độc lập vào năm 1947, Bengal bị phân chia theo ranh giới tôn giáo, phần phía tây thuộc Ấn Độ (va được đổi tên thành Tây Bengal) trong khi phần phía đông gia nhập Pakistan với địa vị một tỉnh và được gọi là Đông Bengal (sau đổi tên thành Đông Pakistan). Năm 1950, Phiên vương quốc Koch Bihar hợp nhất với West Bengal. Năm 1955, cựu thuộc địa Chandannagar của Pháp (Ấn Độ kiểm soát sau năm 1950) được tích hợp với Tây Bengal; một số phần của Bihar sau đó được hợp nhất với Ttây Bengal. Cả Tây và Đông Bengal chứng kiến qua dòng người tị nạn lớn trong và sau khi phân chia vào năm 1947. Định cư những người tị nạn và các vấn đề liên quan tiếp tục đóng vai trò quan trọng trong điều kiện chính trị và xã hội-kinh tế của bang.
Trong các thập niên 1970 và 1980, tình trạng thiếu điện nghiêm trọng, các vụ đình công và một phong trào Marxist-Naxalite bạo lực gây nhiều thiệt hại cho cơ sở hạ tầng của bang, kéo theo một giai đoạn kinh tế đình trệ. Chiến tranh giải phóng Bangladesh năm 1971 khiến cho hàng triệu người tị nạn đến Tây Bengal, khiến cơ sở hạ tầng của bang bị quá tải nghiêm trọng. Chính trị Tây Bengal trải qua một sự thay đổi lớn khi Mặt trận Cánh Tả giành chiến thắng trong cuộc bầu cử nghị viện bang vào năm 1977, đánh bại Đảng Quốc Đại đang cầm quyền. Mặt trận Cánh Tả do Đảng Cộng sản Ấn Độ (Marxist) dẫn đầu đã cầm quyền tại Tây Bengal trong ba thập niên sau đó.

## Địa lý và khí hậu

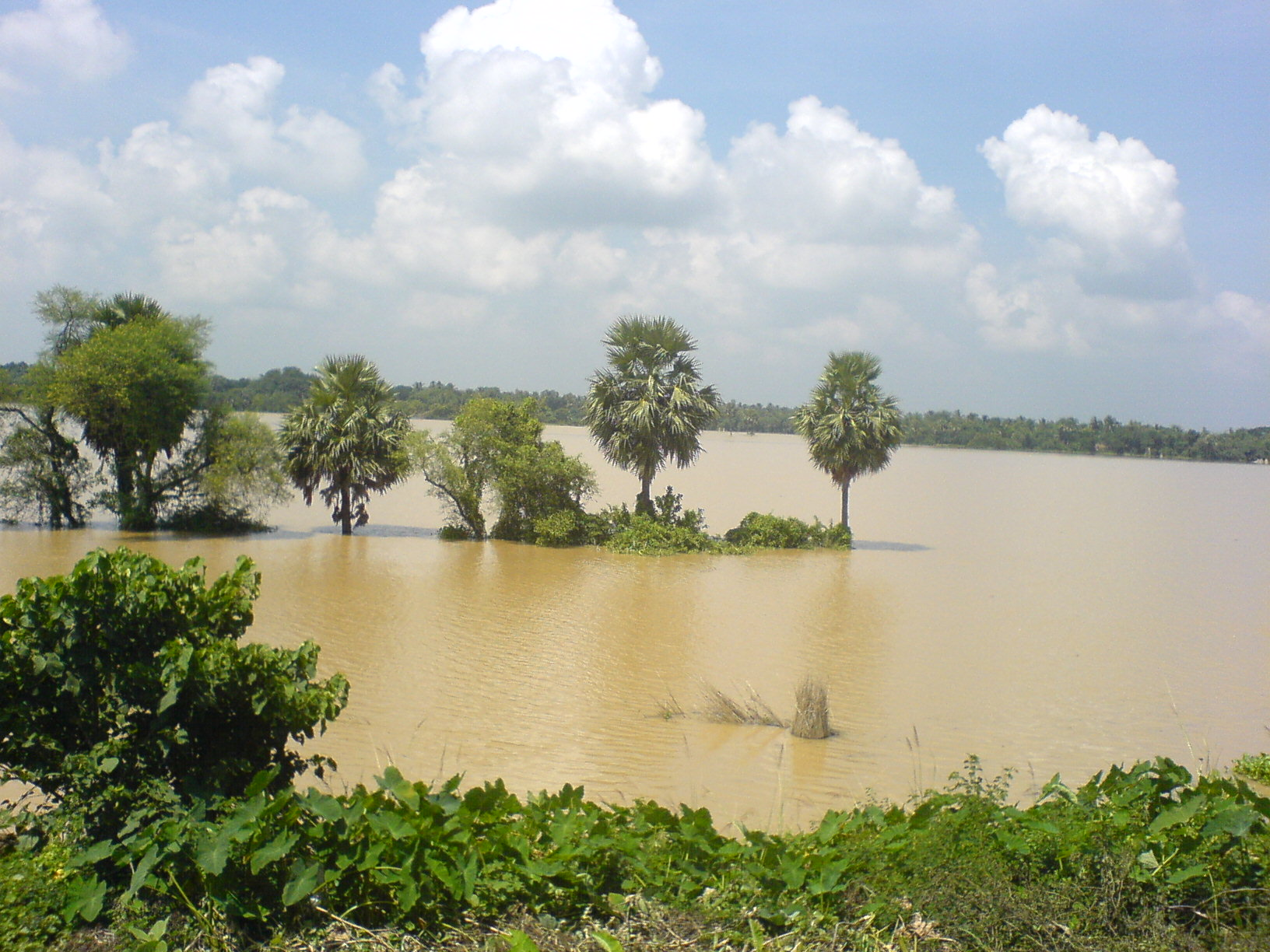
Nhiều khu vực tại Tây Bengal vẫn bị ngập khi có những cơn mưa lớn do gió mùa.

Tây Bengal nằm ở cổ chai phía đông của Ấn Độ, trải dài từ dãy Himalaya ở phía bắc đến vịnh Bengal ở phía nam. Bang có tổng diện tích là 88.752 kilômét vuông (34.267 dặm vuông Anh). Khu vực đồi Himalaya Darjeeling ở cực bắc của bang thuộc phần phía đông của dãy Himalaya. Khu vực này có đỉnh Sandakfu (3.636 m hay 11.929 ft), là đỉnh cao nhất của bang. Vành đai Terai chia tách khu vực đồi này với các khu vực đồng bằng, dần chuyển tiếp sang đồng bằng châu thổ sông Hằng ở phía nam. Khu vực Rarh xen giữa đồng bằng châu thổ sông Hằng ở phía đông và các cao nguyên và cao địa phía tây. Một khu vực ven biển nhỏ nằm ở cực nam, trong khi rừng ngập mặn Sundarban tạo thành một dấu mốc địa lý đáng chú ý tại đồng bằng châu thổ sông Hằng.
Sông Hằng là sông chính tại tây Bengal, sông phân lưu tại bang. Một nhánh chảy vào Bangladesh với tên gọi Padma hay Pôdda, nhánh khác chảy qua Tây Bengal được gọi là sông Bhagirathi hay sông Hooghly. Đập nước Farakka trên sông Hằng cung cấp nước cho nhánh Hooghly qua một kênh nhánh, và quản lý lưu lượng nước là một nguồn gây tranh chấp kéo dài giữa Ấn Độ và Bangladesh. Các sông Teesta, Torsa, Jaldhaka và Mahananda nằm tại khu vực gò đồi phía bắc. Khu vực cao nguyên phía tây có các sông như Damodar, Ajay và Kangsabati. Đồng bằng châu thổ sông Hằng và khu vực rừng Sundarban có nhiều sông lạch. Ô nhiễm trên sông Hằng là một vấn đề lớn, bắt nguồn từ hành động đổ chất thải bừa bãi xuống sông. Sông Damodar là một chi lưu của sông Hằng và từng được gọi là "nỗi đau của Bengal" (do thường xuyên gây lụt), song một số đập được xây trên sông trong khuôn khổ Dự án Thung lũng Damodar. Có ít nhất chín huyện trong bang bị ô nhiễm asen nước ngầm, và một ước tính cho rằng 8,7 triệu người uống nước có chứa hàm lượng asen trên giới hạn khuyến cáo của Tổ chức Y tế Thế giới là 10 µg/L.
Khí hậu Tây Bengal thay đổi từ xa van nhiệt đới ở các phần thuộc nam bộ đến cận nhiệt đới ẩm ở phía bắc. Các mùa chính là mùa hạ, mùa mưa, một mùa thu ngắn, và mùa đông. Trong mùa hạ, vùng đồng bằng châu thổ có độ ẩm quá mức, các vùng cao nguyên phía tây trải qua một mùa hạ khô giống như bắc bộ Ấn Độ, với nhiệt độ cao nhất trong ngày dao động từ 38 °C (100 °F) đến 45 °C (113 °F). Vào ban đêm, có gió nhẹ mát thổi từ phía nam mang theo hơi ẩm từ vịnh Bengal. Vào đầu mùa hạ, các cơn gió mạnh và dông tố ngắn ngủi thường diễn ra, chúng được gọi là Kalbaisakhi, hay Nor'westers. Tây Bengal nhận được nhánh vịnh Bengal của gió mùa Ấn Độ Dương vốn di chuyển thẳng theo hướng tây bắc. Từ tháng 6 đến tháng 9, gió mùa mang mưa đến toàn bang. Trong thời gian có gió mùa, áp suất thấp tại khu vực vịnh Bengal thường gây ra dông tố tại các khu vực ven biển. Trong mùa đông, từ tháng 12 đến tháng 1, khí hậu ôn hòa tại vùng đồng bằng với nhiệt độ thấp nhất trong ngày trung bình là 15 °C (59 °F). Các cơn gió lạnh và khô từ phía bắc thổi đến trong mùa đông, khiến độ ẩm giảm đáng kể. Khu vực đồi Himalaya Darjeeling phải trải qua một mùa đông khắc nghiệt, thỉnh thoảng có tuyết rơi tại các địa điểm.

## Động thực vật
Năm 2009, diện tích rừng trong bang là 11.879 km2 (4.587 dặm vuông Anh), tức chiếm 13,38% diện tích địa lý toàn bang, trong khi mức trung bình toàn quốc là 21,02%. Trong đó, rừng dự trữ, bảo hộ và không phân loại lần lượt chiếm 59,4%, 31,8% và 8,9%. Một bộ phận của rừng ngập mặn lớn nhất thế giới là Sundarban nằm tại nam bộ của Tây Bengal.
Xét theo quan điểm thực vật địa lý học, phần nam bộ của Tây Bengal có thể được phân thành hai khu vực: đồng bằng sông Hằng và rừng ngập mặn ven biển Sundarban. Đất phù sa của đồng bằng sông Hằng cộng với lượng mưa thuận lợi khiến cho khu vực này đặc biệt phì nhiêu. Phần lớn thực vật ở phần tây bộ của bang có hệ thực vật tương tự các thực vật của cao nguyên Chota Nagpur thuộc bang Jharkhand láng giềng. Loài cây trồng thương mại chiếm ưu thế là Shorea robusta, thường được gọi là sala. Khu vực ven biển Purba Medinipur có hệ thực vật ven biển; cây chiếm ưu thế là Casuarina. Loài cây đáng chú ý từ Sundarban là sundari (Heritiera fomes), tên của rừng bắt nguồn từ tên của loài cây này.
Phân bố thực vật tại bắc bộ Tây Bengal chịu ảnh hưởng của độ cao và lượng mưa. Ví dụ như các chân đồi của dãy Himalaya có cây cối rậm rạp với Sala và các cây thường xanh nhiệt đới khác. Tuy nhiên, ở độ cao trên 1.000 mét (3.300 ft) thì chủ yếu là rừng cận nhiệt đới. Huyện Darjeeling có độ cao trên 1.500 mét (4.900 ft), các loài cây rừng ôn đới như sồi, Thông, và đỗ quyên chiếm ưu thế.
Các khu vực bảo tồn chiếm 3,26% diện tích địa lý của Tây Bengal, gồm 15 khu bảo tồn loài hoang dã và 5 vườn quốc gia là vườn quốc gia Sundarban, khu bảo tồn hổ Buxa, vườn quốc gia Gorumara, vườn quốc gia Thung lũng Neora và vườn quốc gia Singalila. Những loài hoang dã vẫn tồn tại trong Tây Bengal gồm có tê giác Ấn Độ, voi Ấn Độ, hươu, báo hoa mai, bò tót, hổ, và cá sấu, cũng như nhiều loài chim. Nhiều loài chim di cư đến bang vào mùa đông. Những khu rừng nằm trên độ cao lớn của vườn quốc gia Singalila là nơi trú ẩn của mang, gấu trúc đỏ, Gazella bennettii, trâu rừng Tây Tạng, sơn dương, tê tê, Pericrocotus và Lophura leucomelanos. Vườn quốc gia Sundarban có một dự án bảo tồn loài hổ Bengal đang gặp nguy hiểm, song trong các khu rừng còn có nhiều loài bị đe dọa khác, như cá heo sông Hằng, rùa nước ngọt và cá sấu cửa sông. Rừng ngập mặn cũng đóng vai trò là một nơi nuôi cá tự nhiên, cấp dưỡng cho các loài cá ven biển dọc theo vịnh Bengal. Khu vực Sundarban được tuyên bố là một khu dự trữ sinh quyển do có giá trị bảo tồn đặc biệt.

## Chính phủ và chính trị

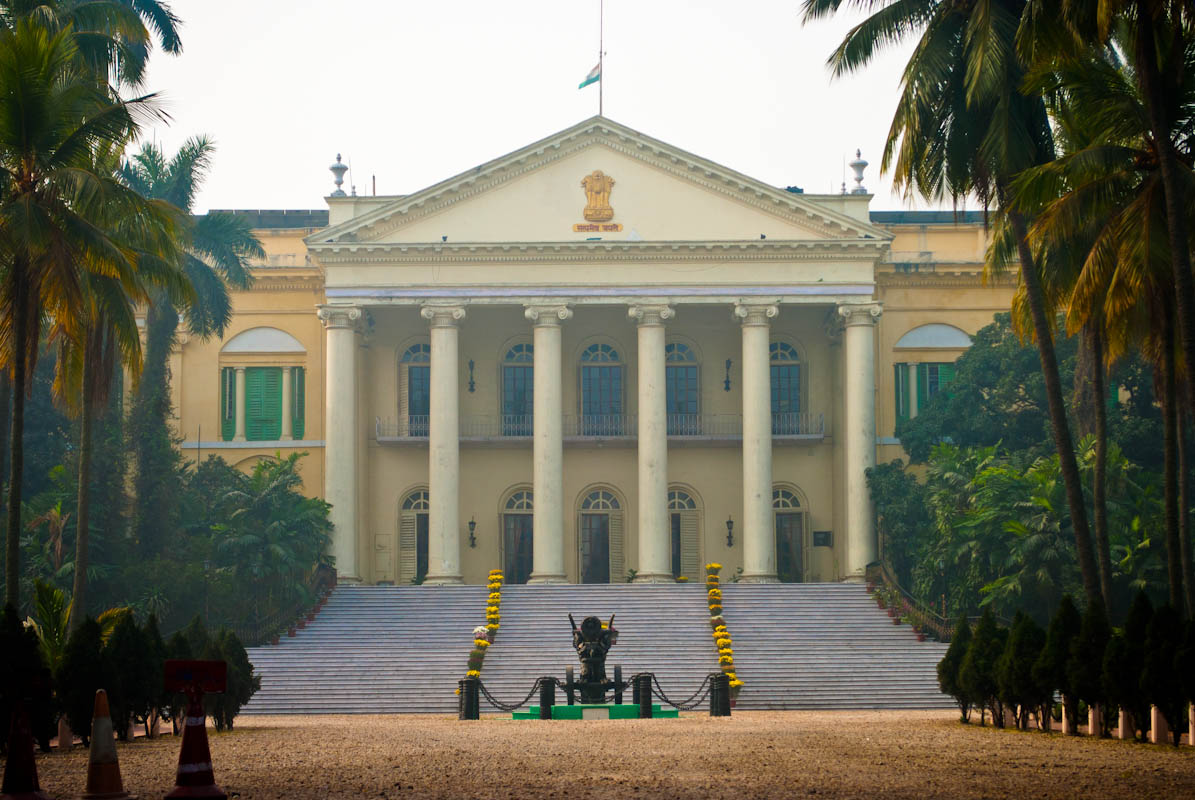
Raj Bhavan là dinh thự chính thức của Thống đốc Tây Bengal.

Tương tự như các bang khác tại Ấn Độ, Tây Bengal được quản lý theo một thể chế nghị hội dân chủ đại nghị. Các cư dân trong bang được trao quyền tuyển cử phổ thông. Nghị viện Tây Bengal gồm có các thành viên được bầu và các quan chức đặc biệt như Chủ tịch nghị viện và Phó Chủ tịch nghị viện do các thành viên bầu ra. Bộ máy tư pháp gồm có Tòa án Tối cao Calcutta và một hệ thống tòa án cấp dưới. Quyền hành pháp được trao cho Hội đồng bộ trưởng, đứng đầu hội đồng này là Thủ tịch bộ trưởng (Chief Minister), song người đứng đầu chính phủ trên danh nghĩa là Thống đốc (Governor). Thống đốc là nguyên thủ của bang, và do Tổng thống Ấn Độ bổ nhiệm. Lãnh đạo của đảng hay liên minh chiếm đa số trong nghị viện sẽ được Thống đốc bổ nhiệm làm Thủ tịch bộ trưởng, Thống đốc bổ nhiệm các thành viên của Hội đồng bộ trưởng theo cố vấn của Thủ tịch bộ trưởng. Hội đồng bộ trưởng phải tường trình trước Nghị viện. Nghị viện Tây Bengal theo thể chế đơn viện, với 295 nghị viên, trong đó có một nghị viên được chỉ định từ cộng đồng Anh-Ấn. Các nghị viên có nhiệm kỳ 5 năm, trừ khi nghị viện bị giải tán trước khi hoàn tất nhiệm kỳ. Các cơ quan phụ trợ được gọi là panchayat, hình thành sau các cuộc tuyển cử cơ cấu địa phương được tổ chức thường xuyên, quản lý sự vụ địa phương. Tây Bengal được phân 42 ghế trong Lok Sabha và 16 ghế trong Rajya Sabha của Quốc hội Ấn Độ.
Các đấu thủ chính trong chính trị địa phương là Đại hội Đại biểu cơ sở Toàn Ấn (AITMC), Đảng Quốc Đại Ấn Độ, liên minh Mặt trận Cánh Tả (dẫn đầu là Đảng Cộng sản Ấn Độ (Marxist)). Sau tuyển cử nghị viện bang Tây Bengal năm 2011, liên minh của Đại hội Đại biểu cơ sở Toàn Ấn và Đảng Quốc Đại dưới quyền Mamata Banerjee của AITMC giành được đa số tại nghị viện và nắm quyền. Tây Bengal nằm dưới quyền cai trị của Mặt trận Cánh Tả trong 34 năm (1977–2011), khiến nó trở thành chính phủ cộng sản được bầu cử dân chủ nắm quyền liên tục lâu nhất thế giới.

## Phân chia

Các huyện của Tây Bengal

Dưới đây là danh sách các huyện tại Tây Bengal, xếp theo thứ hạng dân số tại Ấn Độ.

| Hạng | Huyện             | Dân số     | Tốc độ tăng trưởng | Tỷ số giới tính | Tỷ lệ biết chữ | Mật độ (người/km²) |
| ---- | ----------------- | ---------- | ------------------ | --------------- | -------------- | ------------------ |
| 2    | Bắc 24 Parganas   | 10.082.852 | 12,86              | 949             | 84,95          | 2463               |
| 6    | 24 Parganas South | 8.153.176  | 18,05              | 949             | 78,57          | 819                |
| 7    | Barddhaman        | 7.723.663  | 12,01              | 943             | 77,15          | 1100               |
| 9    | Murshidabad       | 7.102.430  | 21,07              | 957             | 67,53          | 1334               |
| 14   | Paschim Medinipur | 5.943.300  | 14,44              | 960             | 79,04          | 636                |
| 16   | Hooghly           | 5.520.389  | 9,49               | 958             | 82,55          | 1753               |
| 18   | Nadia             | 5.168.488  | 12,24              | 947             | 75,58          | 1316               |
| 20   | Purba Medinipur   | 5.094.238  | 15,32              | 936             | 87,66          | 1076               |
| 23   | Howrah            | 4.841.638  | 13,31              | 935             | 83,85          | 3300               |
| 35   | Kolkata           | 4.486.679  | −1,88              | 899             | 87,14          | 24252              |
| 58   | Malda             | 3.997.970  | 21,50              | 939             | 62,71          | 1071               |
| 66   | Jalpaiguri        | 3.869.675  | 13,77              | 954             | 73,79          | 621                |
| 80   | Bankura           | 3.596.292  | 12,64              | 954             | 70,95          | 523                |
| 84   | Birbhum           | 3.502.387  | 16,15              | 956             | 70,90          | 771                |
| 124  | Uttar Dinajpur    | 3.000.849  | 22,90              | 936             | 60,13          | 956                |
| 129  | Purulia           | 2.927.965  | 15,43              | 955             | 65,38          | 468                |
| 136  | Cooch Behar       | 2.822.780  | 13,86              | 942             | 75,49          | 833                |
| 257  | Darjeeling        | 1.842.034  | 14,47              | 971             | 79,92          | 585                |
| 295  | Dakshin Dinajpur  | 1.670.931  | 11,16              | 954             | 73,86          | 753                |

Huyện trưởng là người cai quản mỗi huyện, người này do Cục hành chính Ấn Độ hoặc Cục Dân sự Tây Bengal bổ nhiệm. Mỗi huyện được phân thành các phân khu, do phân khu trưởng cai quản, và được phân tiếp thành các xã. Các xã gồm có các panchayat (hội đồng thôn) và khu tự quản đô thị.
Thủ phủ Kolkata là thành phố lớn nhất tại Tây Bengal, là trung tâm của đại đô thị lớn thứ ba và là thành phố lớn thứ bảy toàn quốc. Asansol là thành phố và đại đô thị lớn thứ nhì tại Tây Bengal. Siliguri là một thành phố quan trọng về mặt kinh tế, có vị trí chiến lược tại hành lang Siliguri (cổ gà) của Ấn Độ. Các thành thị lớn khác tại Tây Bengal là Howrah, Durgapur, Raniganj, Haldia, Jalpaiguri, Kharagpur, Burdwan, Darjeeling, Midnapore, và Malda.

## Kinh tế
| Tổng sản phẩm nội địa ròng cấp bang theo chi phí nhân tố theo giá hiện tại (căn cứ 2004–05) (mười triệu rupee Ấn Độ) |                                     |
| Năm | Tổng sản phẩm nội địa ròng cấp bang |
| 2004–2005 | 190.073                             |
| 2005–2006 | 209.642                             |
| 2006–2007 | 238.625                             |
| 2007–2008 | 272.166                             |
| 2008–2009 | 309.799                             |
| 2009–2010 | 366.318                             |

Năm 2009–10, khu vực thứ ba của nền kinh tế (dịch vụ) có đóng góp lớn nhất vào tổng sản phẩm nội địa của bang, ở mức 57,8% so với 24% của khu vực thứ nhất và 18,2% từ khu vực thứ hai.:12 Nông nghiệp là nghề chủ đạo tại Tây Bengal, trong đó lúa là cây lương thực chính. Lúa, khoai tây, đay, mía và lúa mì là năm cây trồng hàng đầu trong bang.:14 Trà được sản xuất thương mại tại các huyện phía bắc; khu vực này được biết đến với trà Darjeeling và các loại trà chất lượng cao khác.:14 Các ngành công nghiệp trong bang tập trung tại khu vực Kolkata, các cao địa tây bộ giàu khoáng sản, và khu vực cảng Haldia. Vành đai mỏ than Durgapur–Asansol có một số nhà máy thép quy mô lớn. Các ngành công nghiệp chế tạo đóng một vai trò kinh tế quan trọng là các sản phẩm công nghệ, điện tử, thiết bị điện tử, dây cáp, thép, đồ da, dệt, kim hoàn, chiến hạm, ô tô, toa xe lửa.
Nhiều năm sau khi độc lập, Tây Bengal vẫn dựa vào chính phủ trung ương trong việc đáp ứng nhu cầu lương thực; sản xuất lương thực vẫn đình trệ và Cách mạng xanh không lan đến bang. Tuy nhiên, Tây Bengal có bứt phá đáng kể trong sản xuất lương thực kể từ thập niên 1980, và bang hiện thặng dư lương thực có hạt. Bang đóng góp 9,8% vào tổng sản phẩm công nghiệp của Ấn Độ vào năm 1980–81, song giảm còn 5% trong năm 1997–98. Tuy nhiên, lĩnh vực dịch vụ lại có mức tăng trưởng cao hơn mức của toàn quốc.

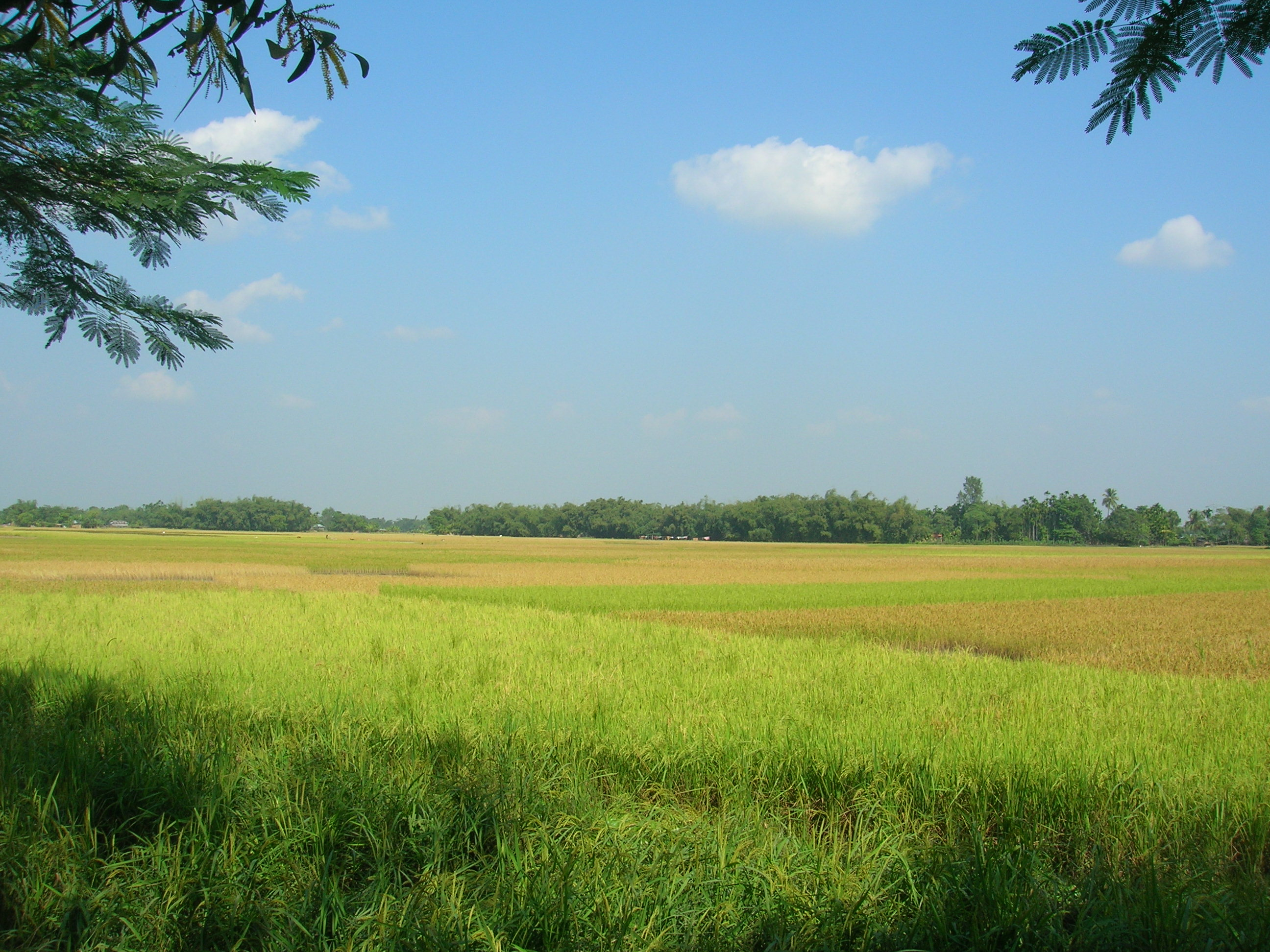
Ruộng lúa tại huyện Jalpaiguri.

Về sản phẩm nội địa ròng cấp bang (NSDP), Tây Bengal là nền kinh tế lớn thứ sáu (2009–2010) tại Ấn Độ, sau Maharashtra, Uttar Pradesh, Andhra Pradesh, Tamil Nadu, và Gujarat. Trong giai đoạn từ 2004–2005 đến 2009–2010, tổng sản phẩm nội địa cấp bang (GSDP) tăng trưởng ở mức 13,9% (tính theo rupee Ấn Độ), thấp hơn mức trung bình 15,5% của toàn bộ các bang trong toàn quốc.:4 GSDP đầu người của bang theo giá hiện tại vào năm là 956,4 đô la Mỹ, tăng so với 553,7 đô la Mỹ vào năm 2004–05,:10 song thấp hơn GSDP đầu người trung bình toàn quốc là 1.302 đô la Mỹ.:4 Năm 2011, tổng nợ tài chính của bang là 1.918.350 triệu rupee (32 tỷ đô la Mỹ).
Tây Bengal xúc tiến đầu tư trực tiếp nước ngoài, nguồn vốn này chủ yếu đổ vào các lĩnh vực phần mềm và điện tử; Kolkata đang trở thành một trung tâm lớn của công nghiệp công nghệ thông tin. Quá trình công nghiệp hóa nhanh chóng gây nên tranh luận về việc thu hồi đất trong bang. NASSCOM–Gartner xếp Tây Bengal ở hạng tốt nhất về cơ sở hạ tầng điện tại Ấn Độ. Các sự kiện như chính phủ Ấn Độ thông qua chính sách "Hướng Đông", mở cửa đèo Nathu La tại Sikkim để thông thương mậu dịch với Trung Quốc, các quốc gia Đông Nam Á có quan tâm lớn đối với việc đi vào thị trường Ấn Độ, cùng đầu tư tạo cho Kolkata có một vị thế thuận lợi để phát triển trong tương lai, đặc biệt là với các quốc gia như Myanmar, là nơi mà Ấn Độ có nhu cầu về nhập khẩu dầu.

## Giao thông

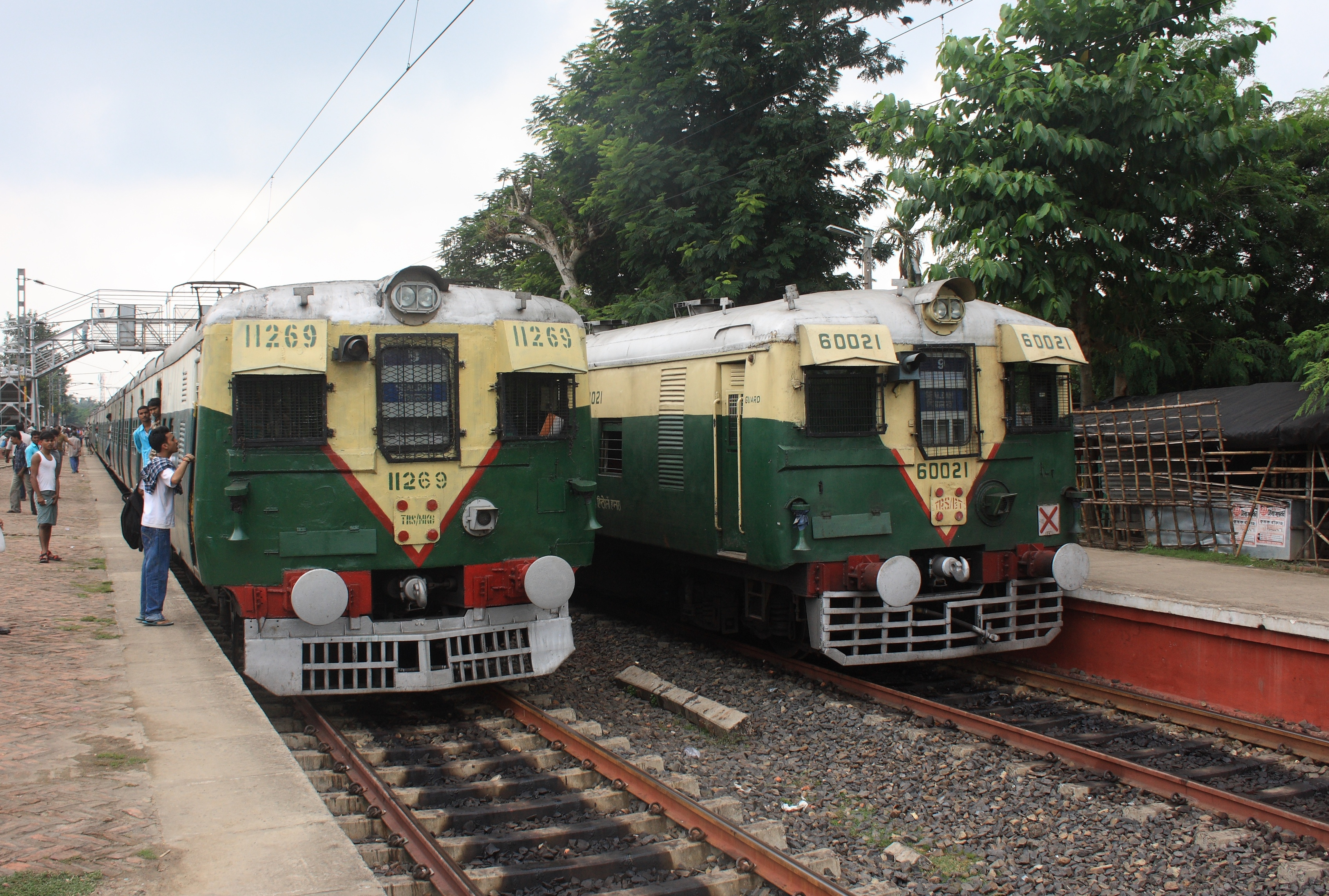
Đường sắt ngoại ô Kolkata là phương tiện vận chuyển người dân ngoại ô Kolkata đến nơi làm việc.

Năm 2011, tổng chiều dài mặt đường bộ của Tây Bengal là trên 92.023 km (57.180 mi);:18 trong đó các quốc lộ dài tổng cộng 2.578 km (1.602 mi) và bang lộ dài tổng cộng 2.393 km (1.487 mi).:18 Năm 2006, mật độ đường bộ trong bang là 103,69 km/100 km², cao hơn trung bình toàn quốc là 74,7 km/100 km².
Năm 2011, tổng chiều dài đường sắt của Tây Bengal là khoảng 4.481 km (2.784 mi).:20 Kolkata là trung tâm của ba khu vực của Indian Railways là Đường sắt Đông bộ, Đường sắt Đông Nam bộ và tàu điện ngầm Kolkata. Đường sắt Biên giới Đông Bắc chạy qua các khu vực bắc bộ của bang. Tàu điện ngầm Kolkata là đường sắt ngầm đầu tiên tại Ấn Độ. Đường sắt Himalaya Darjeeling là một di sản thế giới của UNESCO, và thuộc Đường sắt biên giới Đông Bắc (NFR).
Cảng hàng không quốc tê lớn nhất tại Tây Bengal là cảng hàng không quốc tế Netaji Subhas Chandra Bose tại Dum Dum, Kolkata. Kolkata cũng là một cảng sông chính tại đông bộ Ấn Độ. Kolkata Port Trust quản lý cả bến tàu Kolkata và bến tàu Haldia. Tây Bengal có dịch vụ vận chuyển hành khách đến Port Blair thuộc Quần đảo Andaman và Nicobar và dịch vụ tàu chở hàng đến các cảng tại Ấn Độ và hải ngoại, nằm dưới sự điều hành của Shipping Corporation of India. Phà là phương thức giao thông chính ở phần nam bộ của Tây Bengal, đặc biệt là tại khu vực Sundarban. Kolkata là thành phố duy nhất tại Ấn Độ có loại hình giao thông xe điện và do Calcutta Tramways Company điều hành. Tai nạn giao thông quy mô lớn là điều thường xảy ra tại Tây Bengal, đặc biệt là chìm tàu vận tải và tai nạn xe lửa.

## Nhân khẩu

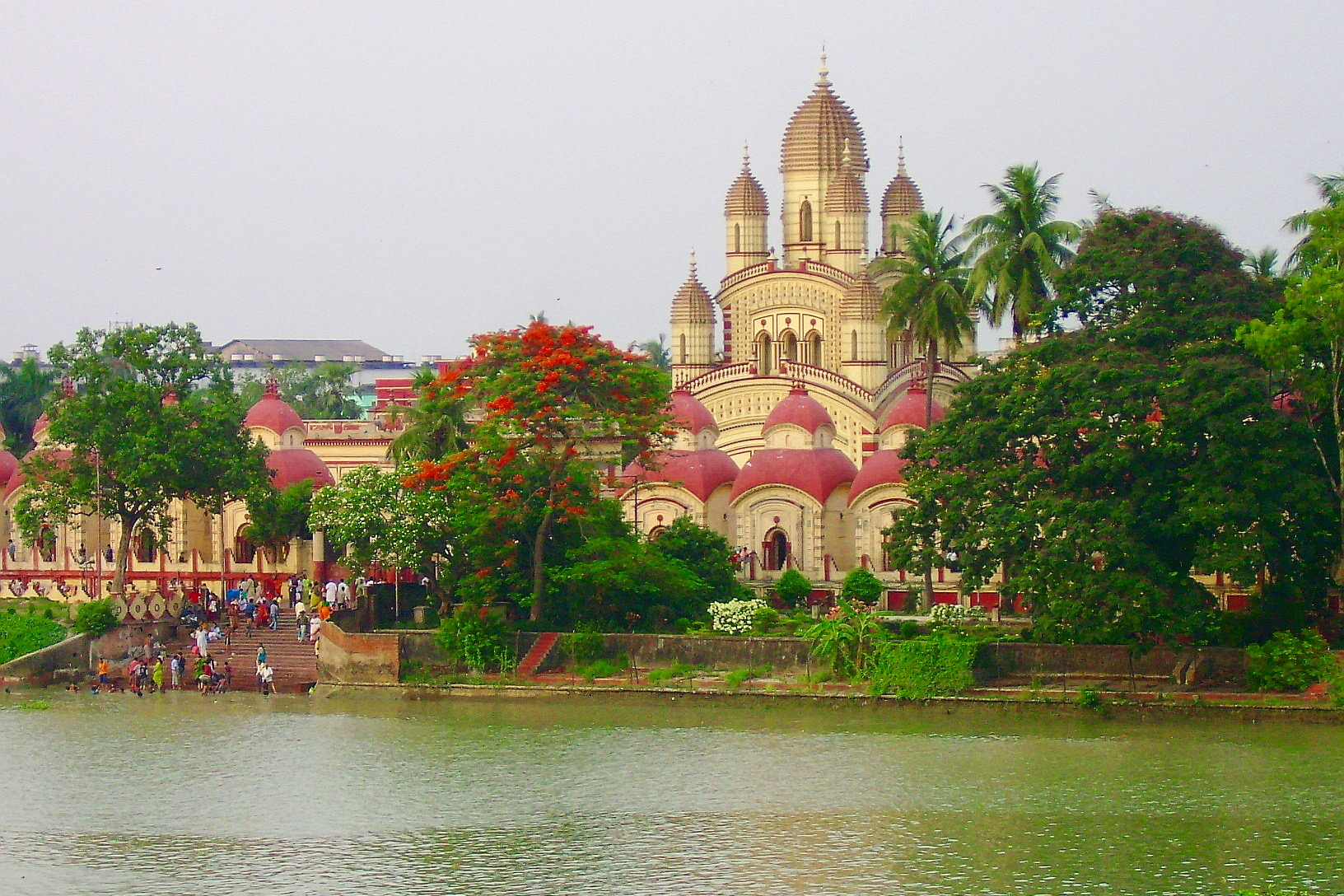
Đền Dakshineswar Kali nằm gần Kolkata

Theo kết quả tạm thời của tổng điều tra nhân khẩu toàn quốc năm 2011, Tây Bengal là bang đông dân thứ tư tại Ấn Độ với dân số là 91.347.736. Người Bengal chiếm đa số trong dân số. Các cộng đồng thiểu số Marwar, Bihar và Oriya phân bố rải rác khắp bang; các cộng đồng Sherpas và Tạng hiện diện tại khu vực đồi Himalaya Darjeeling. Huyện Darjeeling có một số lượng lớn người Nepal nhập cư. Tây Bengal là nơi cư trú của các bộ lạc bản địa (Adivasi) như Santhal, Kol, và Toto. Có một số lượng nhỏ người dân tộc thiểu số tập trung tại Kolkata, trong đó có người Hoa, Tamil, Gujarat, Anh-Ấn, Armenia, Punjab, Bái Hỏa giáo. Phố Tàu duy nhất tại Ấn Độ nằm tại đông Kolkata.
| Tôn giáo tại Tây Bengal | Tôn giáo tại Tây Bengal | Tôn giáo tại Tây Bengal | Tôn giáo tại Tây Bengal | Tôn giáo tại Tây Bengal |
| ----------------------- | ----------------------- | ----------------------- | ----------------------- | ----------------------- |
| Tôn giáo                | Tôn giáo                |                         | Tỷ lệ                   | Tỷ lệ                   |
| Ấn Độ giáo              | Ấn Độ giáo              |                         | 72.5%                   | 72.5%                   |
| Hồi giáo                | Hồi giáo                |                         | 25.2%                   | 25.2%                   |
| Khác                    | Khác                    |                         | 2.3%                    | 2.3%                    |

Ngôn ngữ chính thức của Tây Bengal là tiếng Bengal và tiếng Anh. Tiếng Nepal là ngôn ngữ chính thức tại ba phân khu thuộc huyện Darjeeling. Tính đến năm 2001, các ngôn ngữ có nhiều người nói nhất trong bang lần lượt là: Bengal, Hindi, Santal, Urdu, Nepal, và Oriya.
Năm 2001, Ấn Độ giáo là tôn giáo chính và tín đồ chiếm 72,5% tổng dân số, còn người Hồi giáo chiếm 25,2% tổng dân số; còn lại là các tín đồ Sikh giáo, Cơ Đốc giáo và các tôn giáo khác. Tốc độ tăng trưởng dân số trong giai đoạn 2001–2011 tại Tây Bengal là 13,93%, thấp hơn mức 17,8% trong giai đoạn 1991-2001, và cũng thấp hơn mức toàn quốc là 17,64%. Tỷ số giới tính tại Tây Bengal là 947 nữ trên 1000 nam. Năm 2011, Tây Bengal có mật độ dân số là 1.029 người trên kilômét vuông (2.670/sq mi), là bang có mật độ dân số cao thứ nhì tại Ấn Độ, sau Bihar.
Tỷ lệ biết chữ tại Tây Bengal vào năm 2011 là 77,08%, cao hơn mức toàn quốc là 74,04%. Dữ liệu giai đoạn 1995–1999 cho thấy tuổi thọ trong bang là 63,4 năm, cao hơn mức 61,7 năm của toàn quốc. Khoảng 72% dân số Tây Bengal sống tại các khu vực nông thôn. Tỷ lệ người dân sống dưới mức nghèo khổ trong giai đoạn 1999–2000 là 31,9%.
Một nghiên cứu được tiến hành tại ba huyện của Tây Bengal cho thấy rằng tiếp cận dịch vụ y tế tư nhân để điều trị bệnh là một tác động có tính thảm họa với các hộ. Điều này cho thấy giá trị của việc cung cấp dịch vụ y tế công cộng để làm giảm bớt nghèo khổ và tác động của bệnh tật đối với các hộ nghèo.
Năm 2011, cảnh sát Tây Bengal ghi nhận 143.197 vụ phạm tội hình sự theo luật hình sự Ấn Độ, số liệu trên toàn Ấn Độ vào năm này là 2.325.575. Tỷ lệ phạm tội trong bang là 158,1/100.000 dân, thấp hơn mức trung bình toàn quốc là 192,2. Tây Bengal có tỷ lệ phạm tội thấp thứ 12 trong số các bang và lãnh thổ liên bang tại Ấn Độ. Năm 2011, theo tường thuật thì số vụ phạm tội chống lại nữ giới tại Tây Bengal có tỷ lệ 29, so với mức trung bình toàn quốc là 18. Tây Bengal chiếm khoảng 12,2% tổng số vụ phạm tội chống lại nữ giới tại Ấn Độ vào năm 2010.

## Văn hóa
Ngôn ngữ Bengal có một di sản văn học phong phú, Tây Bengal cùng với Bangladesh có truyền thống lâu đời về văn học dân gian, được minh chứng qua các tác phẩm Charyapada, Mangalkavya, Shreekrishna Kirtana, Thakurmar Jhuli, và các chuyện liên quan đến Gopal Bhar. Trong thế kỷ 19 và 20, văn học Bengal được hiện đại hóa với các tác phẩm của các tác gia như Bankim Chandra Chattopadhyay, Michael Madhusudan Dutt, Rabindranath Tagore, Kazi Nazrul Islam, Sharat Chandra Chattopadhyay, Jibananda Das và Manik Bandyopadhyay. Trong thời hiện đại, Jibanananda Das, Bibhutibhushan Bandopadhyay, Tarashankar Bandopadhyay, và những người khác là các tác gia nổi tiếng.
Truyền thống Baul là một di sản độc đáo trong âm nhạc dân gian Bengal, vốn cũng chịu ảnh hưởng từ các truyền thống âm nhạc khu vực. Các hình thức âm nhạc dân gian khác gồm có Gombhira và Bhawaiya. Âm nhạc dân gian tại Tây Bengal thường được thể hiện cùng với một nhạc cụ một dây gọi là ektara. "Rabindrasangeet" là các bài hát do Rabindranath Tagore sáng tác và đặt giai điệu, nó phổ biến vùng với "Nazrul geeti" của Kazi Nazrul Islam. Các hình thức âm nhạc nổi bật khác có các bài hát Dwijendralal, Atulprasad và Rajanikanta, và "adhunik" hay âm nhạc hiện đại từ các phim và các nhà soạn nhạc khác.
Dòng chủ đạo của điện ảnh Ấn Độ là phim tiếng Hindi phổ biến tại Tây Bengal, và bang có một ngành công nghiệp điện ảnh phát triển mạnh, được gọi là "Tollywood". Tollygunj tại Kolkata là địa điểm có nhiều xưởng phim tiếng Bengal, và tên gọi Tollywood bắt nguồn từ đó. Công nghiệp điện ảnh tiếng Bengal nổi tiếng với các bộ phim nghệ thuật, sản sinh ra các đạo diễn nổi tiếng như Satyajit Ray hay Mrinal Sen.
Gạo và cá là các thực phẩm được ưa chuộng theo truyền thống. Có nhiều cách chế biến cá tùy theo kết cấu, kích cỡ, lượng chất béo và xương. Đồ ăn ngọt có vai trò quan trọng trong món ăn và nghi lễ xã hội của người Bengal. Việc chia đồ ngọt trong các lễ hội là truyền thống cổ xưa của cả người Bengal Ấn Độ giáo và Hồi giáo. Công nghiệp mứt kẹo phát triển mạnh mẽ do liên quan đến các nghi lễ xã hội và tôn giáo. Khu vực Bengal hết sức đa dạng về rau quả. Các món chay hầu như không có hành tỏi.
Phụ nữ Bengal thường mặc shaŗi, chúng thường được thiết kế riêng biệt theo phong tục văn hóa địa phương. Tại các khu vực đô thị, nhiều nữ giới và nam giới mặc Âu phục. Nam giới chấp nhận Âu phục rộng rãi hơn, họ cũng thường mặc các trang phục truyền thống như panjabi cùng với dhuti vào những dịp văn hóa.
Durga Puja trong tháng 10 là lễ hội phổ biến nhất tại Tây Bengal. Poila Baishakh (năm mới Bengal), Rathayatra, Dolyatra hay Basanta-Utsab, Nobanno, Poush Parbon (lễ hội Poush), Kali Puja, SaraswatiPuja, LaxmiPuja, Giáng sinh, Eid ul-Fitr, Eid ul-Adha và Muharram là các lễ hội lớn khác. Phật Đản là một trong những lễ hội quan trọng nhất của Ấn Độ giáo/Phật giáo.

## Giáo dục
Các trường học tại Tây Bengal nằm dưới sự điều hành của chính phủ bang hoặc các tổ chức tư nhân, trong đó có các thể chế tôn giáo. Ngôn ngữ giảng dạy chủ yếu là tiếng Anh hoặc tiếng Bengal, song tiếng Urdu cũng được sử dụng, đặc biệt là tại Trung Kolkata. Các trường trung học là thành viên của Hội đồng Khảo thí chứng chỉ trường học Ấn Độ (CISCE), Ủy ban Trung ương về Giáo dục trung học (CBSE), Viện quốc gia về Giáo dục mở (NIOS) hoặc Ủy ban Tây Bengal về Giáo dục trung học. Theo kế hoạch 10+2+3, sau khi hoàn thành cấp trung học, học sinh thường theo học 2 năm tại một trường cao đẳng, cũng gọi là dự bị đại học, hoặc tại các trường trung học cao cấp là hội viên của Hội đồng Tây Bengal về Giáo dục trung học cao cấp hoặc các ủy ban trung ương khác. Học sinh lựa chọn một trong ba ban là khai phóng, thương nghiệp hoặc khoa học. Sau khi hoàn thành khóa trình theo yêu cầu, học sinh có thể ghi danh vào các chương trình cấp độ tổng quát hoặc chuyên nghiệp.
Tây Bengal có 18 đại học. Đại học Calcutta là một trong các đại học công lâu năm nhất và lớn nhất tại Ấn Độ, với rất nhiều trường đại học thành viên. Kolkata đóng một vai trò tiên phong trong việc phát triển hệ thống giáo dục hiện đại tại Ấn Độ. Trường đại học Fort William được thành lập vào năm 1810. Trường đại học Hindu được thành lập vào năm 1817, và đến năm 1855 thì đổi tên thành trường đại học Presidency. Đại học Kỹ thuật & Khoa học Bengal và Đại học Jadavpur là những đại học kỹ thuật có uy tín. Đại học Visva-Bharati tại Santiniketan là một đại học trung ương và một học viện có tầm quan trọng quốc gia.

## Truyền thông
Năm 2005, Tây Bengal có 505 báo phát hành, trong đó có 389 báo tiếng bengal. Ananda Bazar Patrika là tờ báo phát hành Kolkata với trên 1 triệu bản mỗi ngày, là báo một phiên bản và ngôn ngữ khu vực có lượng phát hành lớn nhất tại Ấn Độ. Các báo tiếng Bengal lớn khác gồm có Bartaman, Sangbad Pratidin, Aajkaal, Jago Bangla, Uttarbanga Sambad và Ganashakti. Các báo tiếng Anh lớn được phát hành và bán với số lượng lớn là The Telegraph, The Times of India, Hindustan Times, The Hindu, The Statesman, The Indian Express và Asian Age. Một số nhật báo tài chính nổi bật như The Economic Times, Financial Express, Business Line và Business Standard được lưu hành rộng rãi. Ngoài ra, Tây Bengal còn có báo viết bằng các ngôn ngữ thiểu số như Hindi, Nepal, Gujarat, Oriya, Urdu và Punjab, phục vụ các độc giả nhất định.
Doordarshan là đài truyền hình quốc doanh. Các nhà khai thác đa hệ thống cung cấp các kênh tiếng Bengal, Nepal, Hindi, Anh và các kênh quốc tế thông qua cáp. Các kênh tin tức 24 giờ bằng tiếng Bengal gồm có ABP Ananda, Tara Newz, Kolkata TV, News Time, 24 Ghanta, Mahuaa Khobor, Ne Bangla, CTVN Plus, Channel 10và R Plus. Đài Phát thanh Toàn Ấn là đài công cộng. Các đài FM chỉ khả dụng tại các thành phố như Kolkata, Siliguri và Asansol. Vodafone, Airtel, BSNL, Reliance Communications, Uninor, Aircel, MTS India, Tata Indicom, Idea Cellularvà Tata DoCoMo là các nhà cung cấp điện thoại. Internet băng thông rộng khả dụng tại một số đô thị, được cung cấp bởi công ty quốc doanh BSNL và bởi các công ty tư nhân khác.

## Thể thao

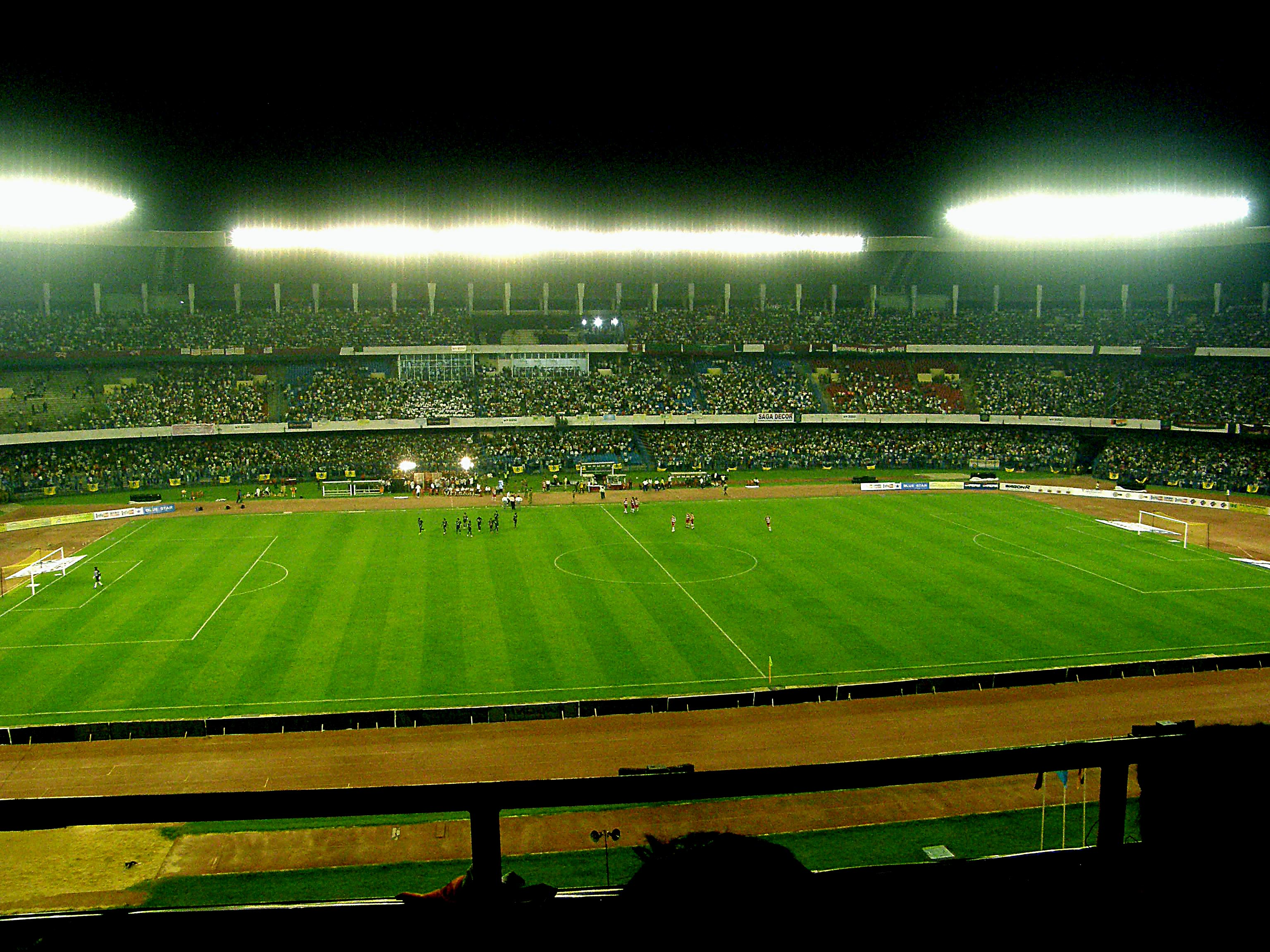
Sân Salt Lake – Yuva Bharati Krirangan, Kolkata

Cricket và bóng đá là những môn thể thao phổ biến trong bang. Không giống như hầu hết những bang khác tại Ấn Độ, Tây Bengal nổi tiếng về sự đam mê và bảo trợ dành cho bóng đá. Kolkata là nằm trong số các trung tâm bóng đá lớn tại Ấn Độ và có các câu lạc bộ hàng đầu toàn quốc như East Bengal, Mohun Bagan và Mohammedan Sporting. Các môn thể thao Ấn Độ như Kho Kho và Kabaddi cũng được chơi tại Tây Bengal. Câu lạc bộ Polo Calcutta được cho là câu lạc bộ polo lâu năm nhất trên thế giới, và Câu lạc bộ Golf Royal Calcutta là câu lạc bộ golf lâu năm nhất bên ngoài Anh Quốc.
Tây Bengal có một số sân vận động lớn: Eden Gardens là một trong hai đấu trường cricket duy nhất có 100.000-chỗ trên thế giới, song các cải tiến sẽ làm giảm con số này. Kolkata Knight Riders, East Zone và Bengal thi đấu tại sân này, và chung kết cup Cricket thế giới 1987 diễn ra tại đây. Sân vận động Salt Lake là sân đa chức năng, và là sân bóng đá có sức chứa cao thứ nhì trên thế giới. Câu lạc bộ cricket và bóng đá Calcutta là câu lạc bộ cricket lâu năm thứ nhì trên thế giới. Các sự kiện thể thao quốc gia và quốc tế từng được tổ chức tại Durgapur, Siliguri và Kharagpur.